# Imre Kertész
Imre Kertész (ur. 9 listopada 1929 w Budapeszcie, zm. 31 marca 2016 tamże) – węgierski pisarz żydowskiego pochodzenia, laureat Nagrody Nobla w dziedzinie literatury w 2002.

## Życiorys
Urodził się w rodzinie żydowskiej. W 1944 w wieku 15 lat został wywieziony do niemieckiego obozu koncentracyjnego Auschwitz-Birkenau, później przeniesiony do Buchenwaldu. Cała jego rodzina – oprócz matki – zginęła w czasie wojny. Doświadczenia te wywarły decydujący wpływ na jego późniejszą twórczość.
W 1945 powrócił na Węgry, gdzie od 1948 pracował jako dziennikarz w gazecie „Világosság”. Z pracy został zwolniony w 1951 roku, gdy czasopismo stało się oficjalnym organem węgierskiej partii komunistycznej. Potem pracował m.in. w służbach prasowych Ministerstwa Przemysłu, skąd również go zwolniono w 1953 roku. Od tego czasu poświęcił się głównie pisaniu i wykonywaniu tłumaczeń. W latach 50. i 60. tłumaczył z niemieckiego (Nietzsche, Freud, Hofmannsthal, Schnitzler, Roth, Wittgenstein i Canetti).
Kertész mieszkał wraz z żoną w Berlinie.

## Los utracony
W latach 70. napisał powieść Los utracony, w której opisał doświadczenia chłopca w nazistowskich obozach koncentracyjnych: w Auschwitz, w Buchenwaldzie i podobozie mieszczącym się w Zeitz.
W 2005 książka doczekała się filmowej adaptacji pod tym samym tytułem. Reżyserii podjął się węgierski operator, pracujący również za granicą, Lajos Koltai.
Los utracony oraz dwie kolejne powieści Fiasko i Kadysz za nienarodzone dziecko stanowią tzw. „trylogię ludzi bez losu”.

## Nagrody i wyróżnienia
Był laureatem wielu nagród literackich – zarówno węgierskich, jak i zagranicznych, m.in. Brandenburger Literaturpreis (1995), Leipziger Buchpreis (1997) oraz WELT-Literaturpreis (2000).
W 2000 otrzymał Pour le Mérite za Naukę i Sztukę. W 2002 otrzymał literacką Nagrodę Nobla „za pisarstwo, które wynosi doświadczenia jednostki ponad przeciwieństwa brutalnej historii”.
W 2014 roku otrzymał najwyższe węgierskie odznaczenie – Wielki Krzyż Orderu św. Stefana.

## Dzieła
- 1975: Los utracony (Sorstalanság)
- 1977: A nyomkereső
- 1988: Fiasko (A kudarc)
- 1990: Kadysz za nienarodzone dziecko (Kaddis a meg nem született gyermekért)
- 1991: Angielska flaga (Az angol lobogó)
- 1992: Dziennik galernika (Gályanapló)[5]
- 1993: A holocaust mint kultúra[5]
- 1993: Jegyzõkönyv[6]
- 1997: Ja, inny. Kronika przemiany (Valaki más: a változás krónikája)[7]
- 1998: A gondolatnyi csend, amíg a kivégzőosztag újratölt[8]
- 2001: Język na wygnaniu (A száműzött nyelv)[9]
- 2003: Likwidacja (Felszámolás)[10]
- 2006: Dossier K. (K. dosszié)[11]
- 2008: Európa nyomasztó öröksége[12]
- 2011: Mentés másként[13]
- 2014: Ostatnia gospoda. Zapiski (A végső kocsma)[14]